# Węgierska Górka (gmina)
Pour les articles homonymes, voir Węgierska Górka.
La gmina de Węgierska Górka est une commune rurale de la voïvodie de Silésie et du powiat de Żywiec. Elle s'étend sur 77,06 km² et comptait 15 066 habitants en 2008. Son siège est le village de Węgierska Górka qui se situe à environ 12 kilomètres au sud-ouest de Żywiec et à 73 kilomètres au sud de Katowice.

## Villages
La gmina de Węgierska Górka comprend les villages et localités de Cięcina, Cisiec, Węgierska Górka et Żabnica.

## Gminy voisines
La gmina de Węgierska Górka est voisine des gminy de Jeleśnia, Milówka, Radziechowy-Wieprz et Ujsoły.